# Awiatorske
Awiatorske (ukrainisch Авіаторське; russisch Авиаторское Awijatorskoje) ist eine Siedlung städtischen Typs in der Ukraine mit gut 2500 Einwohnern (2022). Sie ist administrativ Teil der Stadt Dnipro.

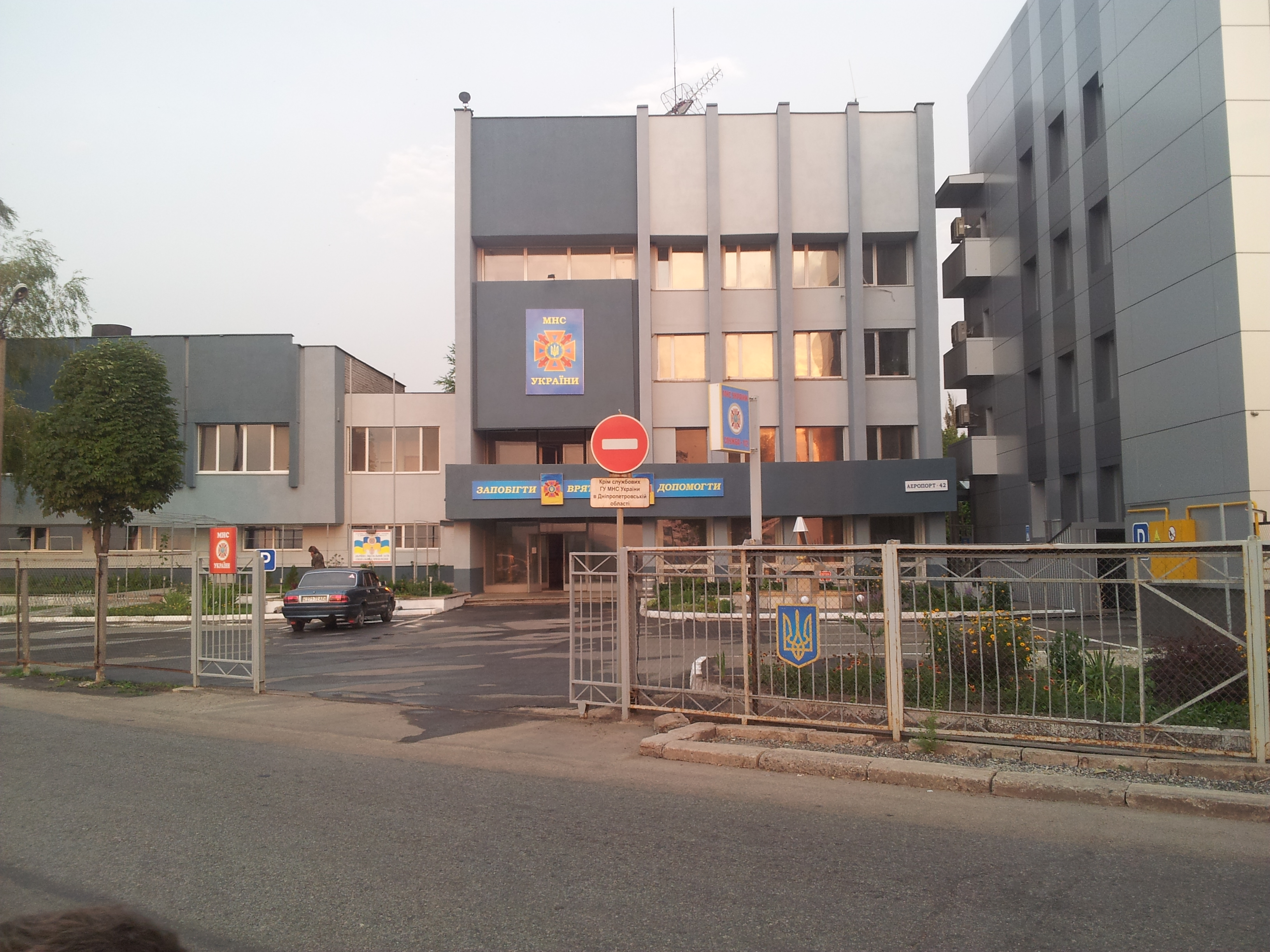
Gebäude im Ort

## Geographie
Awiatorske liegt innerhalb des Gemeindegebietes von Nowooleksandriwka im Südosten von Dnipro am Flughafen der Stadt in 3 km Entfernung vom rechten Ufer des Dneprs.
Über die Fernstraße N 08 ist nach 14 km die Innenstadt von Dnipro im Nordwesten und 79 km flussabwärts die Stadt Saporischschja zu erreichen.

## Geschichte
Als Militärische Stadt Nummer 45 für die Mitarbeiter der Sowjetischen Luftverteidigungsstreitkräfte in den 1950er Jahren von deutschen Kriegsgefangenen gebaut, wuchs die Bevölkerung und die Infrastruktur des Luftwaffenstützpunktes mit seiner zunehmenden Bedeutung. Auf ihm wurden die modernsten Abfangjäger und seit den 1970er Jahren MiG-25 stationiert, um die Dneprregion als die wichtigste Wirtschaftsregion der Ukraine zu schützen. Mitte der 1990er Jahre gab das Militär den Standort auf und übergab die Verwaltung an die zivilen Behörden. Am 5. Februar 2004 erhielt der ehemalige Militärstandort offiziell den Status einer Siedlung städtischen Typs mit dem Namen Awiatorske.

## Bevölkerung
| 2004  | 2006  | 2008  | 2010  | 2022  |
| ----- | ----- | ----- | ----- | ----- |
| 2.315 | 2.282 | 2.308 | 2.337 | 2.576 |